# Vuurboetsduin
Het Vuurboetsduin is een duin op Vlieland. De naam verwijst naar het begrip vuurboet.
Met een hoogte van 45 meter is dit duin het op twee na hoogste duin van Nederland. Het is tevens het hoogste punt van Friesland. De vuurtoren van Vlieland, de Vuurduin, staat op de top van het Vuurboetsduin. De toren zelf is slechts 18 meter hoog. In de omgeving van het duin wordt door Vitens drinkwater gewonnen.